# P/2019 Y3 Catalina
499P/Catalina è una cometa periodica appartenente alla famiglia delle comete gioviane. La cometa è stata scoperta il 17 dicembre 2019 dal programma di ricerca astronomica Catalina , è stata riscoperta il 7 gennaio 2025  .

## Particolarità orbitali
La cometa ha la particolarità di avere molto piccole MOID coi pianeti Giove, la Terra e Venere: questo fatto comporta la possibilità per la cometa di avere incontri molto ravvicinati con questi pianeti.
Attualmente la MOID con Giove è di 0,039 UA, quella con la Terra di 0,074 UA, quella con Venere di 0,072 UA: in particolare la MOID con Giove implica che entro qualche secolo, a seguito di un incontro particolarmente ravvicinato tra i due corpi l'orbita della cometa sarà cambiata drasticamente.
Il prossimo incontro, non particolarmente ravvicinato, tra la cometa e Giove avverrà il 5 luglio 2033 a 0,346 UA: in passato, prima della sua scoperta, la cometa è passata il 22 settembre 1958 a 0,072 AU da Venere.